# Посетитель (фильм)
«Посетитель» (англ. The Visitor) — кинофильм режиссёра Тома Маккарти, снятый в 2007 году.

## Сюжет
Уолтер Вэйл (Ричард Дженкинс) — одинокий вдовец, профессор экономики из колледжа Коннектикута, медленно загнивающий в своем мирке без настоящей работы и подлинных эмоций. Вынужденный поехать на конференцию по проблемам глобализации в Нью-Йорк, он натыкается в своей квартире, в которой давно не был, на семью нелегальных иммигрантов — сирийца Тарека (Хааз Слейман) и Зайнаб (Данай Гурира) из Сенегала. Поскольку им некуда было идти, он разрешил им пожить у себя несколько дней. Тарек, мастерски играющий на африканском барабане, своим энтузиазмом несколько растапливает отчужденность Уолтера, и вскоре тот начинает учиться у Тарека игре на инструменте. Музыка начинает постепенно высвобождать эмоции Уолтера. Однако вскоре случается беда: Тарека останавливают в метро и арестовывают. Ему всерьез грозит депортация…

## В ролях
| Актёр           | Роль                           |
| --------------- | ------------------------------ |
| Ричард Дженкинс | профессор Уолтер Вэйл          |
| Хааз Слейман    | Тарек Халил                    |
| Данай Гурира    | Зайнаб                         |
| Хиам Аббасс     | Муна Халил                     |
| Мэриэн Селдес   | Барбара (преподаватель музыки) |
| Мэгги Мур       | Карен                          |
| Майкл Кампсти   | Чарльз                         |
| Амир Арисон     | мистер Шах                     |

## Награды и номинации
- 2009 — номинация на премию «Оскар» за лучшую мужскую роль (Ричард Дженкинс)
- 2009 — две премии «Спутник»: лучшая мужская роль — драма (Ричард Дженкинс), лучший оригинальный сценарий (Том Маккарти), а также номинация за лучшую режиссуру (Том Маккарти)
- 2009 — премия «Независимый дух» за лучшую режиссуру (Том Маккарти), а также две номинации: лучшая мужская роль (Ричард Дженкинс), лучшая мужская роль второго плана (Хааз Слейман)
- 2009 — номинация на премию Гильдии киноактёров США за лучшую мужскую роль (Ричард Дженкинс)
- 2009 — номинация на премию Гильдии сценаристов США за лучший оригинальный сценарий (Том Маккарти)
- 2008 — специальная премия Национального совета кинокритиков США (Ричард Дженкинс), а также попадание в десятку лучших независимых фильмов года
- 2008 — приз Серебряный Святой Георгий Московского кинофестиваля за лучшую мужскую роль (Ричард Дженкинс), а также номинация на Золотого Святого Георгия